# Machado (rivier)
De rivier de Machado (Portugees: Rio Machado) is een waterloop in het zuiden van de staat Minas Gerais, in Brazilië. Zij ontspringt in het gebergte Serra do Cervo, in de gemeente Congonhal en stroomt door de gemeenten Espírito Santo do Dourado, Ipuiuna, Campestre, Poço Fundo en Machado om tot slot uit te monden in het stuwmeer van de Furnasdam. De Machado is 120 kilometer lang en zij behoort tot het rivierbekken van de Rio Grande. Er is een waterkrachtcentrale op de Machado, met een capaciteit van 9,16 MW in de gemeente Poço Fundo.